# Krzysztof Żukowski
Krzysztof Żukowski (Słupsk, 26 settembre 1985) è un ex calciatore polacco, di ruolo portiere.

## Carriera

### Club
Nel giugno del 2011 firma un triennale per lo Śląsk Breslavia. Ad oggi gioca con l'Avia Swidnik nella III Liga polacca

## Palmarès

### Club

#### Competizioni nazionali
- Ekstraklasa: 1

Śląsk Breslavia: 2011-2012